# Сражение при Максене
Сражение при Максене (нем. Gefecht von Maxen) — сражение Семилетней войны у местечка Максен, в Саксонии, состоявшееся 20 ноября 1759 года между прусскими войсками, с одной стороны, и австрийскими войсками, при поддержке Имперской армии, с другой. Сражение завершилось пленением целого прусского корпуса вместе с командиром, генерал-лейтенантом Фридрихом Августом фон Финком.

## История
В конце 1759 года основные силы как Фридриха, так и австрийцев под командованием фельдмаршала Дауна находились в Саксонии, в окрестностях Дрездена. Убедившись в том, что австрийцы мало расположены к активным действиям, Фридрих, впервые после Кунерсдорфа, смог спать спокойно. Зима в этом году выдалась ранней, и он, не торопясь, дожидался, пока нехватка продовольствия и фуража не вынудит противника уйти на зимние квартиры в Богемию, убивая время сочинением сатир в подражание Вольтеру. 

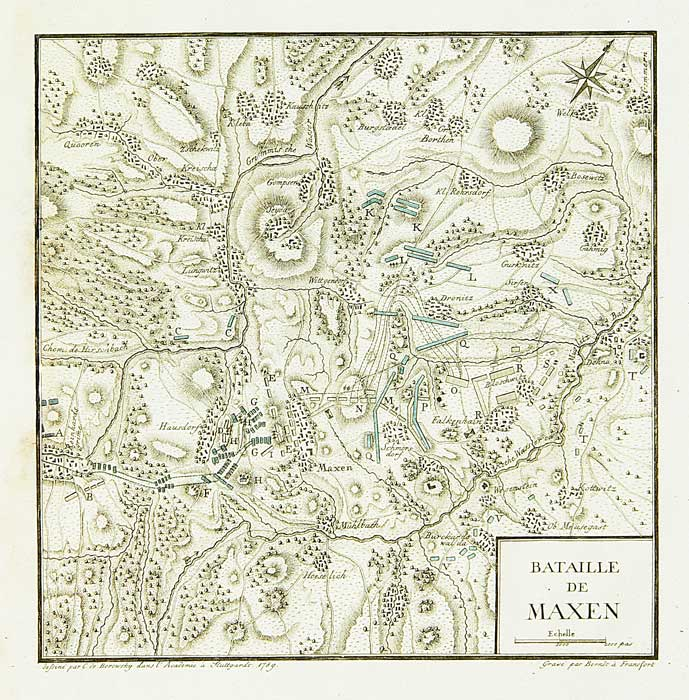
Карта-схема сражения при Максене

Чтобы облегчить Дауну решение об отходе, он посылает небольшие летучие отряды для действий против коммуникаций и путей снабжения австрийцев, и, наконец, целый 15-тысячный корпус под командованием заслуженного генерала Финка (до Пруссии находившегося на русской службе) для того, чтобы тот тревожил Дауна с тыла. 18 ноября Финк разбивает лагерь на высотах под Максеном, ныне носящих название «Finckenfang» («Финкенфанг», в переводе: ловля (или улов) Финка). С этих высот открывается вид на Саксонскую Швейцарию. Однако этим преимущества позиции кончались: в тылу у Финка находилась река Мюглиц, отрезавшая ему возможность к отступлению, от основных прусских сил он был отделён тогда огромным и почти непроходимым Тарандским лесом.
Последующие события показали, что преувеличивать пассивность австрийцев было большой ошибкой Фридриха: оставив первый эшелон своего войска в лагере, Даун направил против возникшего в его тылу прусского корпуса соединённый 32-тысячный отряд австрийцев и имперцев. Отряд шёл тремя колоннами, каждая из которых имела своё задание: генерал-лейтенант принц Штольберг с имперцами, хорватами и австрийскими гусарами загораживал для Финка с востока путь отступления к Эльбе, генерал Брентано с 6-тысячным отрядом наступал с севера, основные силы австрийцев в количестве 17 тысяч человек атаковали позицию пруссаков в центре.

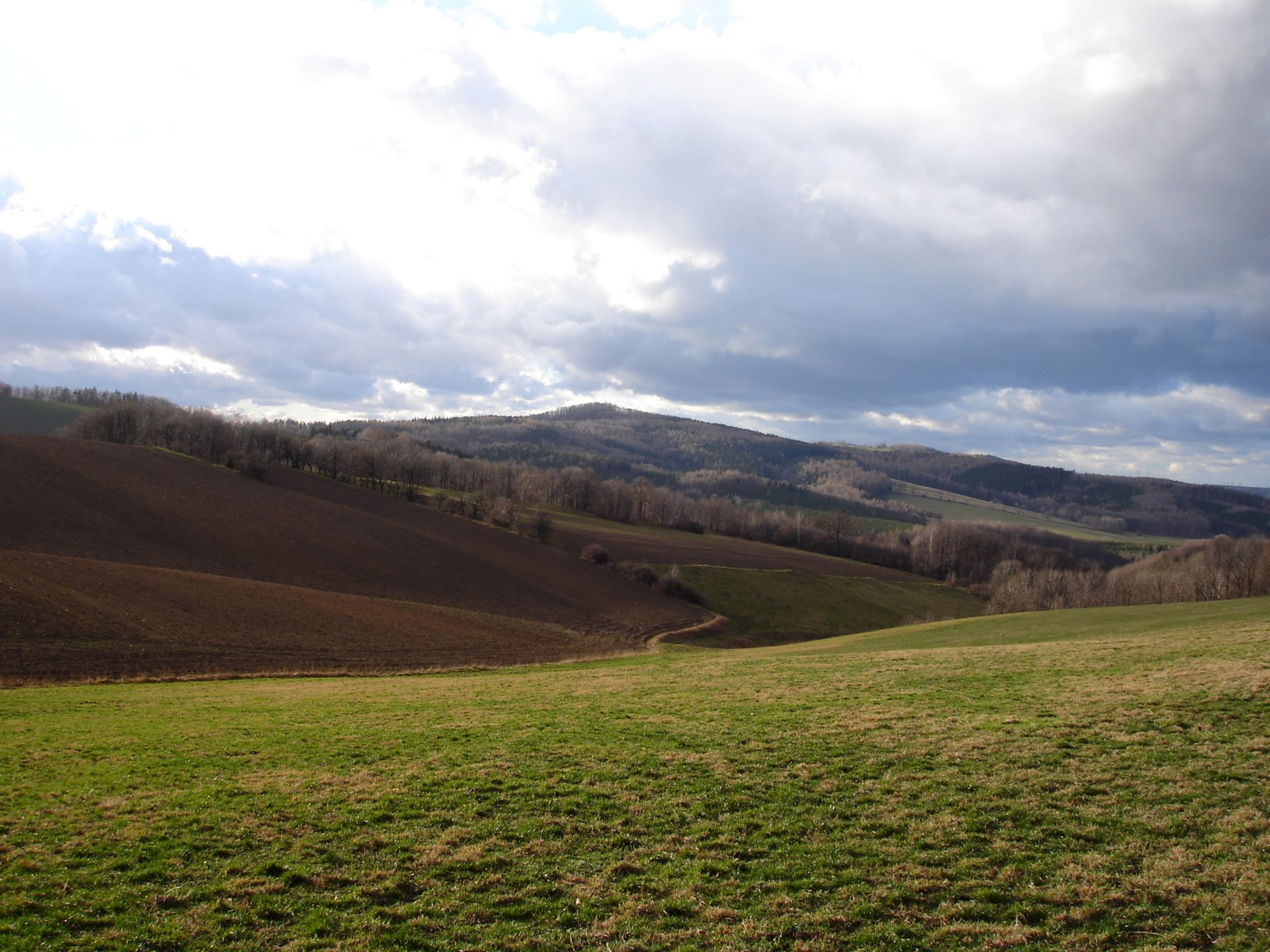
Панорама, открывающаяся с Финкенфанга

Сражение началось в половине четвёртого вечера и продолжалось меньше трёх часов. При первой же атаке австрийцев пехота Финка побросала оружие и побежала… к врагу. Дело в том, что, составлявшие костяк прусской пехоты, батальоны Цастров, Ребентиш и Грабов были почти целиком укомплектованы саксонскими и русскими военнопленными, силою загнанными на прусскую службу. Для тех это был удобный случай перебежать к своим. Массовое дезертирство, которое он был не в силах предотвратить, в один миг лишило Финка половины его пехоты. С наступлением темноты бегство пруссаков стало повальным. 20 эскадронов кавалерии под командованием генерал-майора Вунша попытались совершить прорыв, но были остановлены гонцом, сообщившим, что генерал Финк капитулировал и они подпадают теперь под условия капитуляции.
В плен попали — 14518 человек, среди них — 9 генералов, 540 офицеров. Захвачено 71 орудие (в том числе 9 гаубиц), 96 знамён, 24 штандарта. Убито и ранено 1211 чел. (австрийцы потеряли 304 человека убитыми (в том числе — 4 офицера) и 680 ранеными (в том числе — 27 офицеров). Таким образом, потери пруссаков были примерно равны их потерям при Цорндорфе, 500 офицеров составляли десятую часть всего прусского офицерского корпуса. Для Фридриха, всегда испытывавшего нехватку солдат, это был страшный удар, которого он до конца своей жизни участникам битвы при Максене не простил. Гусарский полк Герсдорф был вычеркнут из списков прусской армии, генералов, вернувшихся из плена, ждал военный суд. Сам Финк был приговорён к двум годам заключения в крепости, отсидев их, он эмигрировал в Данию.
Но даже сильнее реальных потерь короля угнетал позор капитуляции практически без боя, наносивший удар по традиционной репутации прусской армии.